# Zborov (Ledenice)

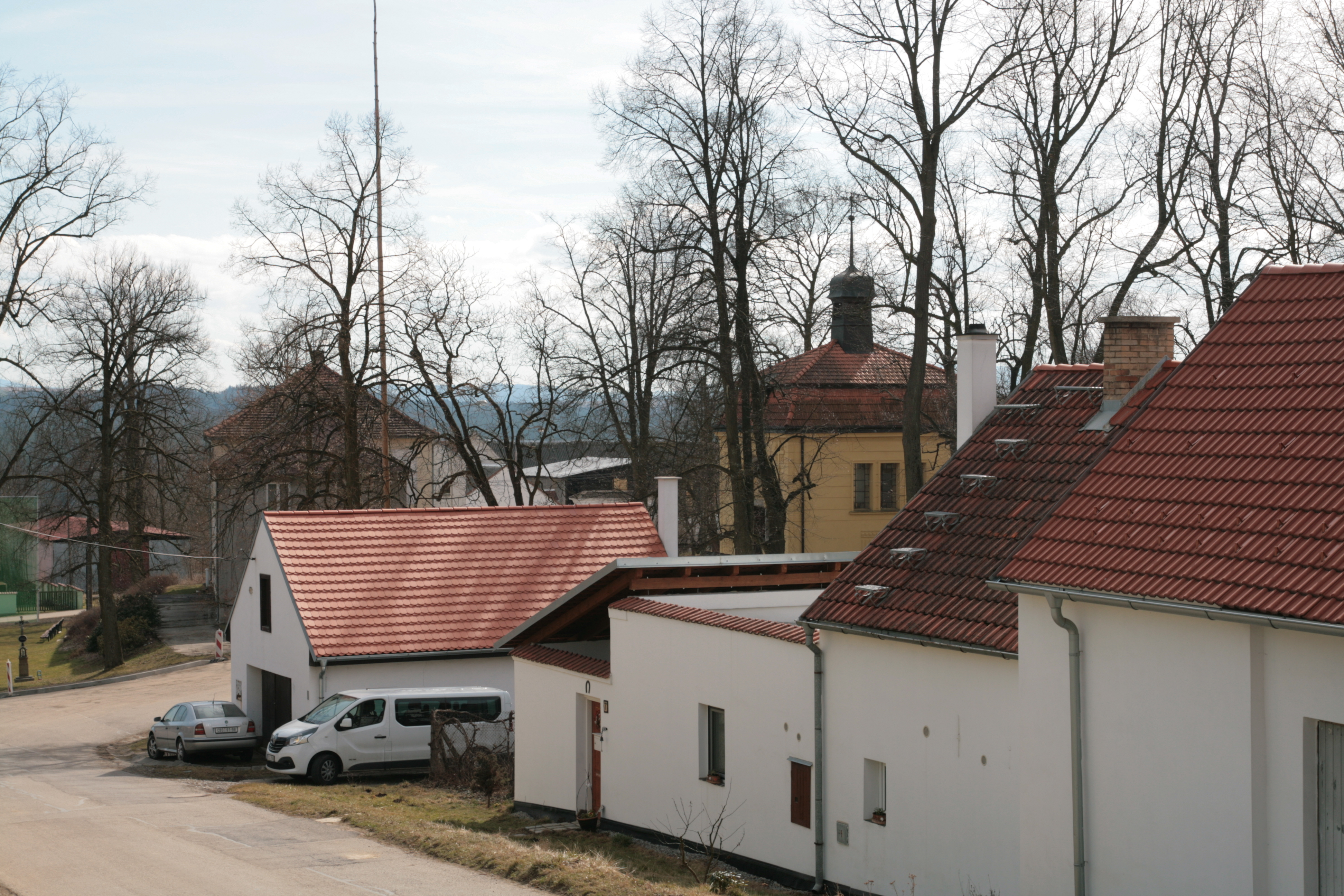
Dorfplatz

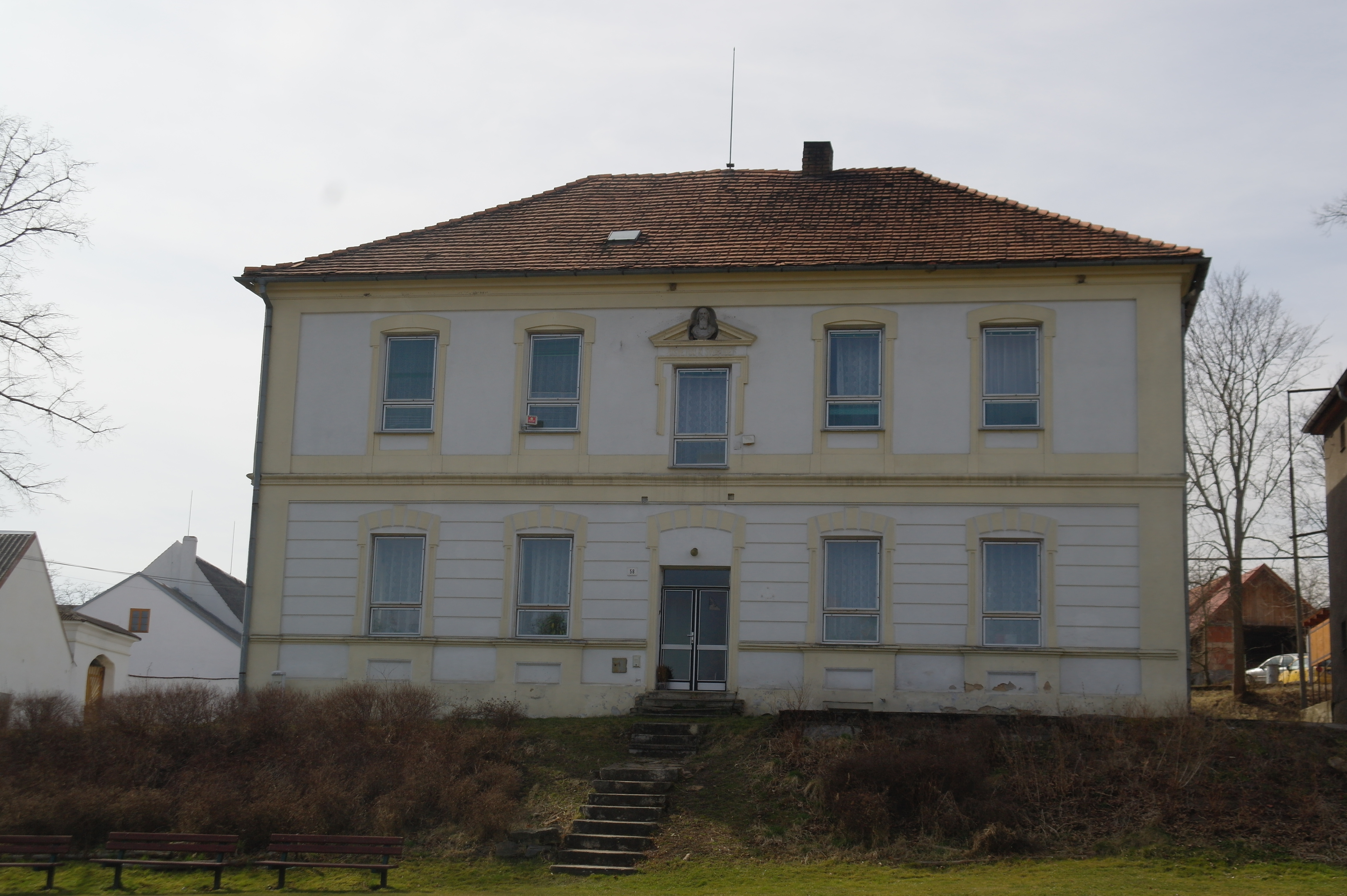
Ehemalige Schule

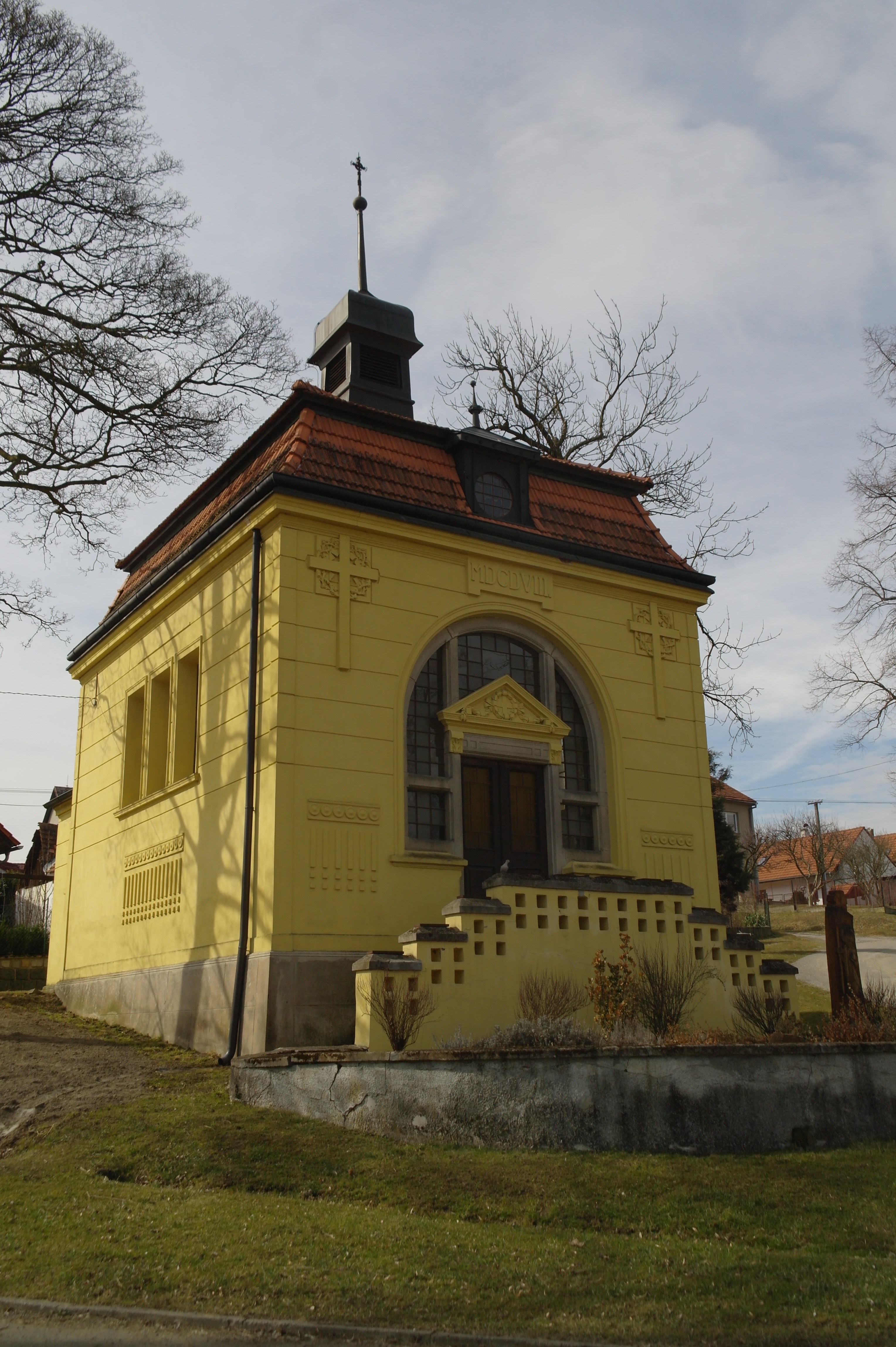
Kapelle des hl. Prokop

Zborov (deutsch Sborow, auch Zborow) ist ein Ortsteil der Minderstadt Ledenice (Ledenitz) in Tschechien. Er liegt vier Kilometer westlich von Ledenice und gehört zum Okres České Budějovice.

## Geographie
Das Platzdorf Zborov befindet sich im Süden der Lischauer Schwelle (Lišovský práh). Südwestlich erhebt sich der Chlumek (536 m n.m.), im Westen der Na Panských (544 m n.m.). Nördlich des Dorfes verläuft die Staatsstraße II/157 zwischen Budweis und Ledenice, südlich die Bahnstrecke České Velenice–České Budějovice.
Nachbarorte sind Třebotovice (Trebotowitz) und Kaliště (Kalischt) im Norden, U Votavů, Ohrazení (Böhmisch Baumgarten) und U Čápa im Nordosten, Ohrazeníčko (Deutsch Baumgarten) und Ledenice im Osten, Mysletín (Misletin), Radostice (Radostitz) und Trocnov (Zalluschi) im Südosten, Strážkovice (Straschkowitz) und Lomec (Lometz) im Süden, U Zajíčků und Nová Ves (Neudorf) im Südwesten, Hůrka (Hurka) und Na Štětkách (Stietka) im Westen sowie U Šoupných und Srubec (Strups) im Nordwesten.

## Geschichte
Die erste urkundliche Erwähnung des Dorfes erfolgte 1386, Besitzer war zu dieser Zeit wahrscheinlich der Budweiser Patrizier Stephan Weiss. Auch im 15. Jahrhundert gehörte das Gut bedeutsamen Budweiser Bürgern, darunter Nikolaus Kutrer, Jakob Netolický und Andreas Sowa (Ondřej Sova). Letzterer vererbte Zborov seinen Schwiegersöhnen Johann Puklitz von Wstuch (Jan Puklice ze Vstuh) und Peter Hofleich. Zum Ende des Jahrhunderts erwarb Hieronymus Claricus (Jeroným Klaric) das Gut. Ab 1520 gehörte Zborov den Freiherren Rabenhaupt von Sucha und wurde in dieser Zeit an die Herrschaft Frauenberg angeschlossen. Im Jahre 1555 kaufte Georg Korzensky von Tereschau (Jiří Kořenský z Terešova) die Güter Zborov und Baumgarten; er schlug sie wenig später seiner Herrschaft Komařitz zu. Karl Korzensky von Tereschau ließ um 1580 in Zborov eine Renaissancefeste mit Hof und Brauerei errichten. Im Zuge der Erneuerung der während der Hussitenkriege erloschenen Pfarrei Ledenitz durch den neuen Prager Erzbischof Ernst Adalbert von Harrach wurde Zborow 1623 als eines der neun nach Ledenitz eingepfarrten Dörfer aufgeführt. Nach dem 1623 erfolgten Verkauf der Herrschaft Komařitz an die Abtei Hohenfurth blieb das Gut Zborow weiter im Besitz der Korzensky von Tereschau. Die Feste und das Dorf wurden während des Dreißigjährigen Krieges stark beschädigt. In der berní rula von 1654 wird die Hälfte der Anwesen von Zborow als verlassen aufgeführt. Nachfolgender Besitzer des Gutes war Karls Sohn Georg Ulrich Korzensky von Tereschau, ihm folgten seine Söhne Georg Ladislaus und Karl Rudolph. 
Georg Ladislaus Korzensky, der die Feste Zborow zu seinem Sitz machte, gründete zum Ende des 17. Jahrhunderts den Wallfahrtsort St. Ursula und führte mit den Besitzern der angrenzenden Herrschaft Wittingau, den Fürsten zu Schwarzenberg, langwierige Streitigkeiten. Nach Georg Ladislaus´ Tod erbten seine Witwe Maria Magdalena sowie die minderjährigen Nachkommen seines Bruders das Gut. 1709 verkauften deren Vormünder das Gut Zborow und Baumgarten an Adam Franz Fürst zu Schwarzenberg, der es mit seiner Herrschaft Wittingau vereinigte. Adam Franz zu Schwarzenberg ließ 1710 den ehemaligen Herrensitz Zborow durch seinen Hausarchitekten Paul Ignaz Bayer zu einem barocken Meierhof umgestalten. 1713 entstand – ebenfalls nach Bayers Plänen – ein barocker Schafhof. Im Jahre 1788 bestand Zborow bzw. Sborow einschließlich St. Ursula 34 Häusern.
Im Jahre 1840 umfasste das im Budweiser Kreis gelegene und mit der Herrschaft Wittingau verbundene Gut Zborow und Baumgarten die Dörfer Zborow, Zallin, Teutsch-Baumgarten, Hurka bei Zborow (Hůrka), Lommetz (Lomec) und Kossau (Kosov) mit einer überwiegend aus Ackerland bestehenden Nutzfläche von 2416 Joch 1480 Quadratklafter sowie der Kleinen Seite von Lastiboř und einem Teil von Swinky (Svinky) – beides Sobieslauer Stadtdörfer – deren Steuer, Abgaben und Verbindlichkeiten der Stadt Sobieslau zuflossen, die Bewohner jedoch dem Gut Zborow untertänig waren. Die Herrschaft bewirtschaftete einen Meierhof – den Zborower Hof – und einen Hammelhof. Zborow war Sitz eines der 14 Wittingauer Forstreviere mit einer Fläche von 648 Joch 146 Quadratklafter. Das Dorf Zborow bestand aus 34 Häusern mit 246 tschechischsprachigen Einwohnern. Im Ort gab es einen herrschaftlichen Meierhof, eine Schäferei und eine Mühle. Abseits lag das einschichtige Waldhegerhaus Wluchu. Pfarr- und Schulort war Ledenitz. Bis zur Mitte des 19. Jahrhunderts blieb Zborow der Fideikommissherrschaft Wittingau untertänig.
Nach der Aufhebung der Patrimonialherrschaften bildete Zborov / Zborow ab 1850 mit den Ortsteilen Německé Ohražení / Deutsch-Baumgarten und Svatá Voršila / St. Ursula sowie der Einschicht Mysletín / Misletin eine Gemeinde im Gerichtsbezirk Budweis. 1868 wurde Zborov dem Bezirk Budweis zugeordnet. Zwischen 1867 und 1869 erfolgte südlich von Zborov der Bau der Kaiser Franz Josephs-Bahn mit zwei hohen Viadukten; der Zugverkehr auf dem Teilstück wurde am 1. November 1869 aufgenommen, die nächstgelegene Bahnstation lag in Neudorf. Im Jahre 1869 bestand Zborov aus 45 Häusern und hatte 329 Einwohner. 1887 wurde in Zborov eine Volksschule errichtet, zu der die Kinder aller Gemeindeteile eingeschult wurden. Die Freiwillige Feuerwehr wurde 1897 gegründet. Die Kapelle auf dem Dorfplatz entstand zwischen 1907 und 1908 nach einem Entwurf des fürstlich-schwarzenbergischen Hofbaurates Jan Sedláček. Im Jahre 1900 hatte Zborov 366 Einwohner, 1910 waren es 397. 
Nach dem Ersten Weltkrieg zerfiel der Vielvölkerstaat Österreich-Ungarn, Zborov wurde 1918 Teil der neu gebildeten Tschechoslowakischen Republik. Beim Zensus von 1921 lebten in den 80 Häusern der Gemeinde 544 Personen, darunter 543 Tschechen. Das Dorf Zborov (63 Häuser) hatte 377 Einwohner; in Německé Ohražení (12 Häuser) waren es 146 und in Svatá Voršila (5 Häuser) 21. Die Elektrifizierung des Dorfes erfolgte 1926. Im Jahre 1930 lebten in den 74 Häusern von Zborov 316 Personen. 1931 gab es in Zborov eine Mühle, ein Gasthaus, einen Gemischtwarenladen und eine Trafik. Nach dem Münchner Abkommen verblieb Zborov / Sborow im Oktober 1938 bei der Tschechoslowakei; zwischen 1939 und 1945 gehörte das Dorf zum Protektorat Böhmen und Mähren. Nach dem Ende des Zweiten Weltkrieges kam Zborov zur wiedererrichteten Tschechoslowakei zurück. 1949 wurde die Gemeinde Teil des neu gebildeten Okres České Budějovice-okolí. 1950 bestand Zborov aus 71 Häusern und hatte 255 Einwohner. Im selben Jahre erfolgte die Umbenennung des Ortsteils Německé Ohražení in Ohrazeníčko. Im Zuge der Gebietsreform von 1960 wurde Zborov dem Okres České Budějovice zugeordnet und Ohrazení eingemeindet. Im Jahre 1970 lebten in den 59 Häusern von Zborov 186 Personen. 1976 erfolgte die Eingemeindung nach Ledenice. Mit Beginn des Jahres 1980 wurde Svatá Voršila als Ortsteil von Ledenice aufgehoben und Zborov zugeschlagen. Der ehemalige Meierhof wurde im 20. Jahrhundert gänzlich umgebaut. 1991 lebten in den 84 Häusern von Zborov und Svatá Voršila 163 Personen. Beim Zensus von 2011 hatte Zborov (mit Svatá Voršila) 208 Einwohner und bestand aus 74 Wohnhäusern.

## Ortsgliederung
Zum Ortsteil Zborov gehören der Weiler Svatá Voršila (St. Ursula) sowie die Einschichten Klukov, U Pilaře, Vojdlesák und ein Anteil von Mysletín (Misletin). 
Der Katastralbezirk Zborov umfasst die Ortsteile Zborov und Ohrazeníčko (Deutsch Baumgarten). 

## Sehenswürdigkeiten
- Kapelle des hl. Prokop, auf dem Dorfplatz, der Jugendstilbau entstand in den Jahren 1908–1909 nach Plänen von Jan Sedláček
- Barocker Hammelhof, errichtet 1713 nach Plänen von Paul Ignaz Bayer
- Mehrere gusseiserne Flurkreuze
- Zwei Viadukte der Bahnstrecke České Velenice–České Budějovice über den Zborovský potok und einen Zufluss, südöstlich des Dorfes bei Vojdlesák, errichtet 1868

## In Zborov lebten und wirkten
- Jan Zelenka-Hajský (1895–1942), der Mitorganisator der Operation Anthropoid lebte als Kind in der Schule von Zborov
- František Kahuda (1911–1987), der Physiker und spätere Minister wuchs als Sohn des Lehrers in Zborov auf